# Бромид иттрия
Бромид иттрия — бинарное неорганическое соединение, соль металла иттрия и бромистоводородной кислоты с формулой YBr3, бесцветные кристаллы, растворимые в воде, образует кристаллогидрат.

## Получение
- Нагревание в токе бромистого водорода оксида или сульфида иттрия:

{\displaystyle {\mathsf {Y_{2}O_{3}+6HBr\ {\xrightarrow {T}}\ 2YBr_{3}+3H_{2}O}}}
{\displaystyle {\mathsf {Y_{2}S_{3}+6HBr\ {\xrightarrow {T}}\ 2YBr_{3}+3H_{2}S}}}

## Физические свойства
Бромид иттрия образует бесцветные расплывающиеся кристаллы.
Хорошо растворяется в воде и этаноле. Не растворяется в диэтиловом эфире.
Образует кристаллогидрат состава YBr3•9H2O.